# Mareanivka (Semenkî), Nemîriv
Mareanivka (în ucraineană Мар`янівка) este un sat în comuna Semenkî din raionul Nemîriv, regiunea Vinnița, Ucraina.

## Demografie
Componența lingvistică a localității Mareanivka
     Ucraineană (100%)
Conform recensământului din 2001, toată populația localității Mareanivka era vorbitoare de ucraineană (100%).